# Istrana
Istrana település Olaszországban, Veneto régióban, Treviso megyében. Lakosainak száma 9114 fő (2023. január 1.). Istrana Paese, Trevignano, Vedelago, Morgano és Piombino Dese községekkel határos.

## Népesség
A település népességének változása:
| Lakosok száma | 9205 | 9197 | 9114 |
|               | 2017 | 2018 | 2023 |